# 순명효황후
순명효황후 민씨(純明孝皇后 閔氏, 1872년 11월 8일(음력 10월 20일) ~ 1904년 10월 23일(음력 9월 28일))는 대한제국 순종 황제의 정후(正后)이다. 본관은 여흥. 아버지는 여은부원군(驪恩府院君) 민태호이다. 정식 시호는 경현성휘순명효황후(敬顯成徽純明孝皇后)이다.

## 생애
1872년 양덕방 계동에서 태어나, 1882년에 11살의 나이로 세자빈으로 책봉되었고, 1897년에는 황태자비로 책봉되었으나, 남편인 순종이 황제로 즉위하기 전인 1904년 11월 5일(음력 9월 28일)에 경운궁의 강태실에서 33살의 나이에 사망하였다.
처음에는 경기도 양주 용마산 내동에 안장되었으며, 유강원(裕康園)에 안장했다. 시호는 처음엔 순열비(純烈妃)라 했다가 나중에 순명비(純明妃)로 고쳤다. 1907년 순종의 즉위에 따라 황후로 추봉되어 순명황후로 올려졌고, 능호도 유릉(裕陵)으로 바꾸었다. 이후 순종이 붕어한 1926년에 남양주시 금곡동으로 이장되어 합장으로 모셔졌다.

## 가족 관계
본가 여흥 민씨(驪興 閔氏)
- 증조부 : 민상섭(閔相燮)
  - 조부 : 민치삼(閔致三)
    - 아버지 : 여은부원군 충문공 민태호(驪恩府院君 忠文公 閔台鎬, 1834~1884)
    - 어머니 : 정경부인 증 파성부부인 파평 윤씨(坡城府夫人 坡平 尹氏)
      - 오빠 : 민영익(閔泳翊, 1860~1914) - 민승호에게 양자로 입적

    - 친어머니 : 정경부인 증 진양부부인 진천 송씨(鎭陽府夫人 鎭川 宋氏)
    - 어머니 : 의창부부인 의령 남씨(宜昌府夫人 宜寧 南氏)
      - 양동생 : 민영린(閔泳璘, 1873~?) - 생부 민술호

왕가(王家 : 전주 이씨)
- 친시증조부 : 인평대군의 6대손인 진사 증 영의정 이병원(李秉源)의 아들 충정공 남연군 이구(忠正公 南延君 李球, 1788~1836)
- 친시증조모 : 군부인 여흥 민씨(郡夫人 驪興 閔氏)
  - 친시조부 : 흥선헌의대원왕(興宣獻懿大院王, 1820~1898)
  - 친시조모 : 순목대원비 여흥 민씨(純穆大院妃 驪興 閔氏, 1818~1898)
    - 시아버지 : 제26대 고종태황제(高宗太皇帝, 1852~1919)
    - 시어머니 : 명성황후 여흥 민씨(明成皇后 驪興 閔氏, 1851~1895)
      - 부군 : 제27대 순종효황제(純宗孝皇帝, 1874~1926)

## 순명효황후가 등장하는 작품

### 드라마
- 《대원군》(MBC, 1990년 배우:곽진영)
- 《명성황후》(KBS2, 2001년~2002년 배우:이유리, 아역:박은빈 → 김소영)